# Бобков Юрій Миколайович
Юрій Миколайович Бобков (нар. 9 лютого 1955, Москва[джерело?] — пом. 2008, Брянка) — радянський футболіст, нападник. Виступав за низку радянських футбольних клубів. Найбільш відомий виступами за ростовський СКА та луганську «Зорю», за яку зіграв більше 150 матчів у чемпіонатах СРСР.

## Біографія
Народився 9 лютого 1955 року в Москві. Футболом почав займатися в секції «Локомотива» з Любліно, потім продовжив тренування в московських «Трудових Резервах».
У дорослому футболі дебютував у 1975 році у складі клубу «Автомобіліст» (Красноярськ), який виступав у класі «В», відіграв за команду три сезони. У 1977 році приєднався до складу ростовського СКА, вже з другого сезону став гравцем основного складу і в 1978 році допоміг клубу вийти до вищої ліги чемпіонату СРСР. У сезоні 1979 року відіграв 27 матчів, забив один гол; навесні наступного сезону — 6 матчів.
Влітку 1980 року перейшов у «Ростсільмаш» (зіграв у 14 матчах другої ліги), багато забивав. На початку сезону 1981 року був капітаном «Ростсільмашу». Влітку 1981 року перейшов до «Пахтакора», взяв участь у 10 матчах вищої ліги, забив один гол.
У 1982 році перебрався до Ворошиловграда, де приєднався до складу «Зорі», що виступала в першій лізі, за три сезони зіграв більше ста матчів. Повторно повернувся до клубу після паузи у 1987—1988 роках.
Після 1985 року змінив декілька клубів, за 5 років до моменту завершення кар'єри встигши зіграти у складі команд «Сокіл» (Ровеньки), «Спартак» (Житомир), «Шахтар» (Горлівка), «Хімік» (Сєвєродонецьк) та «Південьсталь» (Єнакієве).
У вищій лізі чемпіонату СРСР провів 43 матчі, забив два голи. У першій лізі чемпіонату СРСР провів 187, матчів забив 45 голів. У другій лізі чемпіонату СРСР відіграв у 95 матчах, відзначився 29 голами. У Кубку СРСР провів 18 матчів та забив 1 гол.
Помер у 2008 році у місті Брянка Луганської області.